# Cantharellus coccolobae
Cantharellus coccolobae es una especie de hongo basidiomiceto  del género Cantharellus perteneciente a la clase Agaricomycetes. Fue descrito por primera vez por Buyck, P. A. Moreau y Régis Courtecuisse en el año 2016.